# Les Filles du docteur March
Pour les articles homonymes, voir Les Quatre Filles du docteur March (homonymie).
Pour plus de détails, voir Fiche technique et Distribution.
Les Filles du docteur March ou Les Quatre Filles du docteur March au Québec  (Little Women) est un film dramatique américain écrit et réalisé par Greta Gerwig, sorti en 2019. Il s'agit de l'une des nombreuses adaptations du roman Les Quatre Filles du docteur March de Louisa May Alcott, paru en 1868.
Dans la Nouvelle-Angleterre des années 1860, un père part comme aumônier pour la Guerre de Sécession, laissant ses quatre filles et sa femme derrière lui. Elles font la connaissance du jeune Laurie.

## Synopsis
En 1868, Joséphine « Jo » March est enseignante à New York City. Elle rend visite à un éditeur et demande que l'on publie dans le journal une nouvelle soi-disant écrite par l'une de ses amies.
Amy, sa sœur, en séjour à Paris avec sa tante, retrouve son ami d'enfance Theodore « Laurie » Laurence et l'invite à une soirée pour le Réveillon du Nouvel An, où elle est exaspérée par son comportement, lui étant en état d'ébriété.
À New York, Jo rencontre Friedrich Bhaer, un professeur épris d'elle, mais il critique sévèrement ses écrits. Plus tard, Jo reçoit une lettre disant que l'état d'Elizabeth « Beth », sa plus jeune sœur, a empiré ; elle s'empresse de rentrer chez sa mère.
Premier flashback, pendant son voyage : lors de l'hiver 1861, à Concord, dans le Massachusetts, Jo et sa sœur ainée, Margaret « Meg », vont à une soirée où elles rencontrent Laurie, le petit-fils de M. Laurence, leur voisin. Le matin de Noël, Mme March persuade ses filles d'aller donner leur petit-déjeuner à Mme Hummel, leur voisine très pauvre. Quand elles rentrent chez elles, elles voient leur table remplie de victuailles offertes par M. Laurence ainsi qu'une lettre de leur père, parti se battre dans la Guerre de Sécession.
Puis, quand Meg, Jo, Laurie et John Brooke, le précepteur de Laurie, sortent une nuit, Amy, énervée et jalouse, brûle les écrits de Jo, ce qui rend furieuse cette dernière, qui refuse de lui pardonner. Le matin suivant, Amy, bien décidée à se faire pardonner, suit Jo sur un lac où elle est partie patiner avec Laurie. Quand la glace se brise sous les pieds d'Amy, Jo et Laurie la sauvent de la noyade. Cette nuit-là, Jo exprime sa culpabilité envers ce qui est arrivé. M. Laurence invite Beth à venir jouer du piano chez lui, la jeune fille lui rappelle sa fille décédée.
Laurie rend visite à Amy pour s'excuser de son comportement de la soirée. Plus tard, il lui demande de ne pas épouser Fred Vaughn, qui la courtise, mais lui.
Amy s'énerve de toujours passer après Jo, y compris pour Laurie (qu'elle avoue aimer). Elle finit par refuser Fred mais apprend que Laurie est parti pour Londres. Jo ne retourne pas à New-York, espérant à nouveau guérir sa sœur Beth, l'emmenant sur la plage où, quelques années auparavant, elles s'amusaient toutes les quatre en compagnie de Laurie. Beth, consciente de son état, lui fait promettre de continuer à écrire après sa mort.
Deuxième flashback : Mme March (« Marmee ») reçoit une lettre disant que son mari est tombé malade. Pendant qu'elle est partie le rejoindre, Beth reçoit de M. Laurence un nouveau piano, mais elle contracte la scarlatine en aidant la famille Hummel. Amy, qui n'a jamais été contaminée, est envoyée chez la tante March pour éviter qu'elle ne l'attrape elle aussi. Marmee rentre chez elle en apprenant l'état critique de Beth, mais elle est guérie avant le jour de Noël. Ce jour-là, leur père leur fait la surprise de rentrer lui aussi.
Mais, dans le présent, l'état de Beth empire et, cette fois, elle ne survit pas à la maladie.
Nouveau flashback : le jour du mariage de Meg, Jo tente de convaincre sa sœur de s'enfuir avec elle, mais Meg rétorque qu'elle a envie de se marier et qu'elle est heureuse d'épouser John Brooke. La tante March annonce qu'elle partira en Europe avec Amy plutôt qu'avec Jo. Après le mariage, Laurie avoue ses sentiments à Jo, mais, tenant à sa liberté, elle le repousse.
Marmee annonce qu'Amy, bouleversée par la mort de sa sœur, revient avec la tante March qui est tombée malade. Jo finit par se demander si elle n'a pas rejeté trop vite la demande de Laurie et lui écrit une lettre. Pendant ce temps, au moment de quitter la France, Amy avoue à Laurie qu'elle a refusé la demande en mariage de Fred. Ils s'embrassent et se marient en cours de route. On l'apprend à leur arrivée chez les March. Jo et Laurie se mettent d'accord pour rester amis et Jo va déchirer sa lettre d'amour.
Le jour suivant, Jo commence à écrire un roman s'inspirant de sa vie et de celle de ses sœurs, en mémoire de Beth. Elle envoie les premiers chapitres à M. Dashwood, qui n'est pas enchanté par l'idée. Friedrich Bhaer arrive à la maison des March, faisant un arrêt dans son voyage pour la Californie, où une place de professeur lui a été offerte.
À New York, les filles de M. Dashwood lisent les chapitres manuscrits de Jo et sont impatientes de connaître la suite. M. Dashwood accepte alors de publier le livre mais trouve inacceptable le fait que l'héroïne ne finisse pas mariée. Jo réécrit la fin de l'histoire tandis que, dans la « vraie vie », ses sœurs la convainquent d'empêcher Friedrich de partir en Californie. Elle négocie âprement les droits de copyright et les bénéfices avec M. Dashwood.
Le film se termine sur Jo ayant ouvert une école dans la maison que la tante March lui a léguée, fêtant en compagnie de toute sa famille sa réussite et la publication de son livre, sous le titre de Little Women.

## Fiche technique
Sauf indication contraire, les informations mentionnées dans cette section peuvent être confirmées par la base de données cinématographiques IMDb,  présente dans la section « Liens externes ».
- Titre original : Little Women
- Titre français : Les Filles du docteur March[1],[2]
- Titre québécois : Les Quatre Filles du docteur March[3]
- Réalisation : Greta Gerwig
- Scénario : Greta Gerwig, d'après les romans de Louisa May Alcott intitulés : Les Quatre Filles du Docteur March et Le Docteur March marie ses filles
- Musique : Alexandre Desplat
- Direction artistique : Jess Gonchor
- Décors : Sean Falkner, Chris Farmer et Bryan Felty
- Costumes : Jacqueline Durran
- Photographie : Yorick Le Saux
- Montage : Nick Houy
- Production : Denise Di Novi, Arnon Milchan, Amy Pascal et Robin Swicord
- Sociétés de production : Columbia Pictures, Regency Enterprises, New Regency Pictures, Pascal Pictures et Di Novi Pictures
- Sociétés de distribution : Columbia Pictures (États-Unis) ; Sony Pictures Releasing France (France)
- Budget : 40 millions de dollars[4]
- Pays d'origine :  États-Unis
- Langue originale : anglais
- Format : couleur
- Genre : drame
- Durée : 135 minutes
- Dates de sortie :
  - États-Unis, Canada : 25 décembre 2019
  - France : 1er janvier 2020
  - Suisse : 1er janvier 2020[5]
  - Belgique : 19 février 2020[6]

## Distribution
Sauf indication contraire, les informations mentionnées dans cette section peuvent être confirmées par la base de données cinématographiques IMDb,  présente dans la section « Liens externes ».
- Saoirse Ronan (VF : Léopoldine Serre ; VQ : Rachel Graton) : Josephine « Jo » March
- Florence Pugh (VF : Kelly Marot ; VQ : Véronique Marchand) : Amy March
- Emma Watson (VF : Nastassja Girard ; VQ : Stéfanie Dolan) : Margaret « Meg » March
- Eliza Scanlen (VF : Meaghan Dendraël) : Elizabeth « Beth » March
- Timothée Chalamet (VF : Alexis Gilot ; VQ : Xavier Dolan) : Theodore « Laurie » Laurence
- Louis Garrel (VF : lui-même ; VQ : Adrien Bletton) : Pr Friedrich Bhaer
- Laura Dern (VF : Rafaèle Moutier ; VQ : Anne Bédard) : Marmee March, la mère
- Meryl Streep (VF : Frédérique Tirmont ; VQ : Marie-Andrée Corneille) : Tante March
- Bob Odenkirk (VF : Cyrille Artaux ; VQ : Alain Zouvi) : Mr March, le père
- Tracy Letts (VQ : Guy Nadon) : Mr Dashwood
- James Norton (VF : Marc Arnaud ; VQ : François-Simon Poirier) : Jonathan « John » Brooke
- Chris Cooper (VQ : Sébastien Dhavernas) : Mr Laurence
- Jayne Houdyshell (VQ : Chantal Baril) : Hannah
- Dash Barber : Fred Vaughn
- Hadley Robinson : Sallie Gardiner Moffat
- Abby Quinn (VF : Amélie Porteu de la Morandière) : Annie Moffat
- Maryann Plunkett (VF : Agnès Cirasse) : Mme Kirke
- Edward Fletcher : le serviteur de Mr Laurence

 Source et légende : version française (VF) sur RS Doublage  (version dirigée par Céline Ronté) ; version québécoise (VQ) sur Doublage.qc.ca

## Production

### Développement
En octobre 2013, une nouvelle adaptation du roman Les Quatre Filles du docteur March (Little Women) est annoncée par Sony Pictures. En mars 2015, Amy Pascal commence à adapter le roman avec Sarah Polley, originellement engagée en tant que scénariste et réalisatrice.
En août 2016, Greta Gerwig est embauchée pour réécrire le scénario de Sarah Polley. En juin 2018, alors qu'elle vient d'être récompensée pour son film Lady Bird, elle devient finalement la réalisatrice,.

### Attribution des rôles
En juin 2018, il est annoncé que Meryl Streep, Emma Stone, Saoirse Ronan, Timothée Chalamet et Florence Pugh sont engagés pour interpréter les personnages du film,. En juillet 2018, Eliza Scanlen les rejoint. En août 2018, James Norton et Laura Dern les rejoignent également,. Lors du même mois, Emma Watson est engagée pour remplacer Emma Stone, qui abandonne le projet en raison de son engagement dans le tournage d'un autre film, La Favorite (The Favourite) de Yórgos Lánthimos.
En septembre 2018, Louis Garrel, Bob Odenkirk et Chris Cooper rejoignent la distribution des rôles,,. En octobre 2018, New Regency Pictures s’annonce en tant que financier supplémentaire pour le film et Abby Quinn rejoint le casting,.

### Tournage
Le tournage débute le 6 octobre 2018 à Boston, au Massachusetts, et se poursuit à Harvard et Concord. L'arboretum Arnold a été utilisé pour les besoins d'une scène se déroulant à Paris au XIXe siècle. Le tournage se termine le 15 décembre,.

### Musique
Le 8 avril 2019, Alexandre Desplat est engagé pour composer la musique du film.

## Accueil

### Promotion
Une première bande-annonce est diffusée en août 2019.

### Accueil critique
En France, le site Allociné propose une moyenne des critiques presse de 3,7/5 pour 26 critiques.
L'Express a beaucoup aimé le film : « Bien que se déroulant au XIXe siècle, le long-métrage se révèle moderne dans son traitement cinématographique et son discours. Féministe mais prenant soin d'éviter toute démagogie, Les Filles du Docteur March permet à la jeune Saoirse Ronan (déjà à l'affiche de Lady Bird) de crever une nouvelle fois l'écran ».
L'Obs n'a guère apprécié le film : « Au rythme alerte de son remarquable premier film (« Lady Bird »), succèdent une allégresse un peu forcée et une musique envahissante, Gerwig surjouant le temps de l’innocence ».
Télérama aime « un peu » : « La réalisatrice de Lady Bird signe une adaptation sage, qui vaut surtout par le brio des acteurs, Saoirse Ronan et Timothée Chalamet en tête. […] Face au matériau suranné du récit, elle en reste à un sage classicisme dans sa mise en scène. Son apport, son dépoussiérage tiennent tout entiers à sa direction d’acteurs, et plus encore au choix de ses interprètes. Aucune faute de goût dans ce générique scintillant et très à la page, des invitées prestigieuses aux jeunes stars en puissance ».

### Box-office
| Pays ou région    | Box-office      | Date d'arrêt du box-office | Nombre de semaines |
| ----------------- | --------------- | -------------------------- | ------------------ |
| États-Unis Canada | 108 101 214 $   | 19 mars 2020               | 13                 |
| France            | 805 211 entrées | 10 mars 2020               | 10                 |
| Total mondial     | 216 601 214 $   | -                          | -                  |

## Distinctions

### Récompenses
- BAFTA 2020 : Meilleurs costumes
- Oscars 2020 : Meilleurs costumes

### Nominations
- Golden Globes 2020 : 
  - Meilleure actrice dans un film dramatique pour Saoirse Ronan
  - Meilleure musique de film
- Oscars 2020 :
  - Meilleur film
  - Meilleure actrice pour Saoirse Ronan
  - Meilleure actrice dans un second rôle pour Florence Pugh
  - Meilleur scénario adapté
  - Meilleure musique de film
- BAFTA 2020 :
  - Meilleure actrice pour Saoirse Ronan
  - Meilleure actrice dans un second rôle pour Florence Pugh
  - Meilleur scénario adapté
  - Meilleure musique de film